# Utrechtskolan
Utrechtskolan var en grupp nederländska målare som verkade i Utrecht under första hälften av 1600-talet. Bland medlemmarna fanns Hendrick Terbrugghen, Gerrit van Honthorst och Dirck van Baburen. De hade i Rom tagit starka intryck av Caravaggios och dennes efterföljare Bartolommeo Manfredis realism och chiaroscuro-måleri.

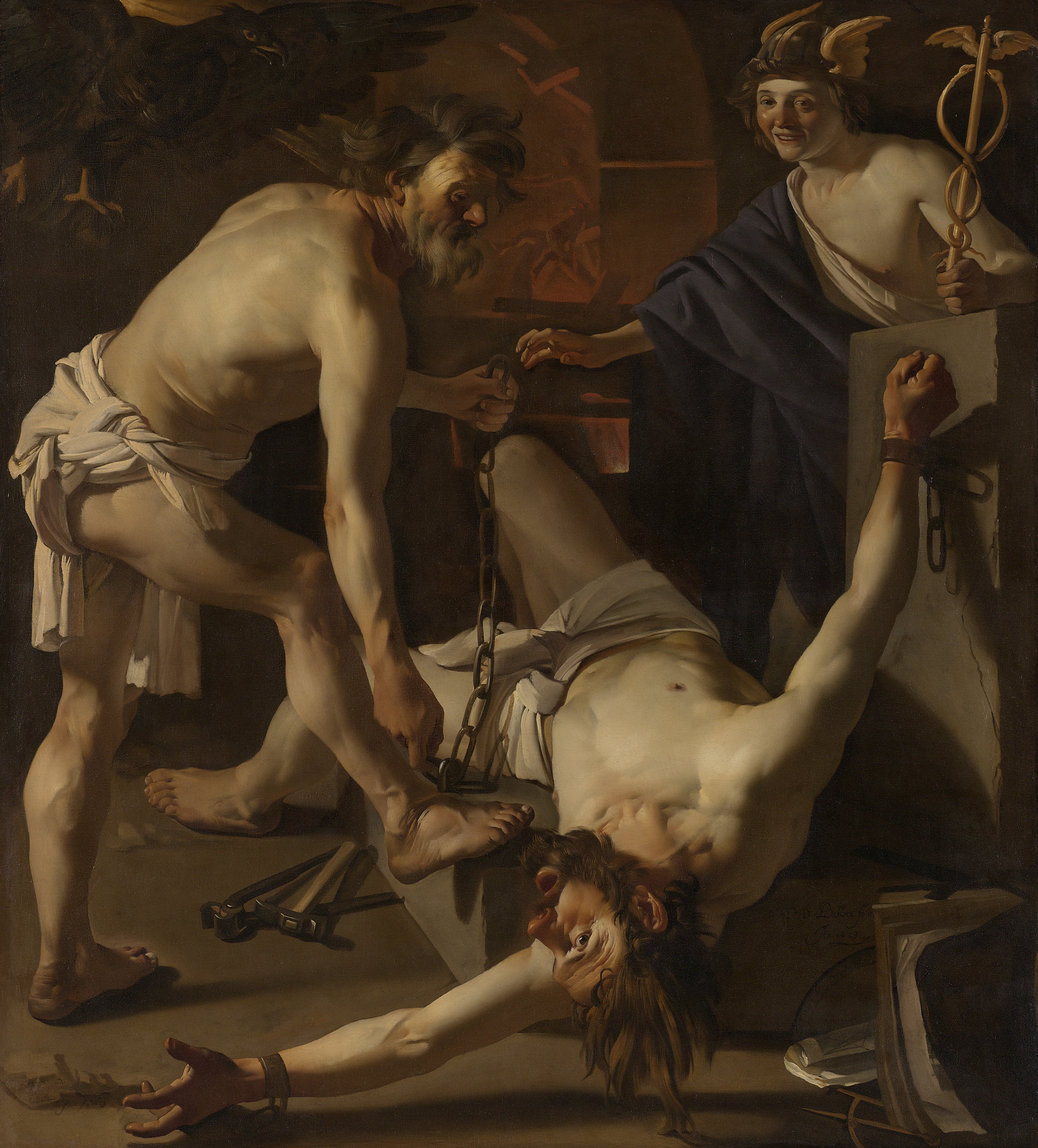
Baburen, "Vulcanus kedjar Prometheus" (1623)
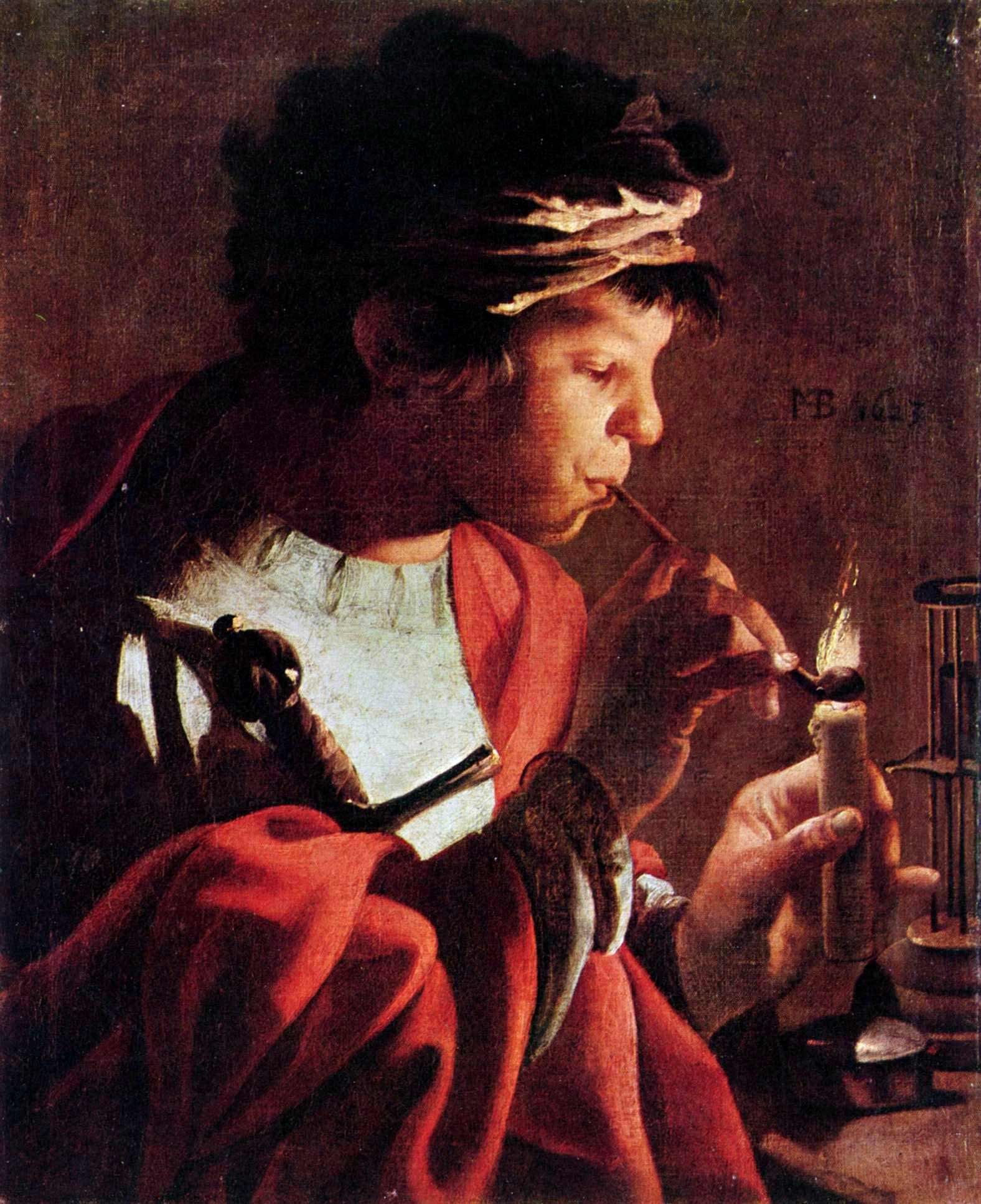
Terbrugghen, "Pojke tänder pipa på ljus" (1623)
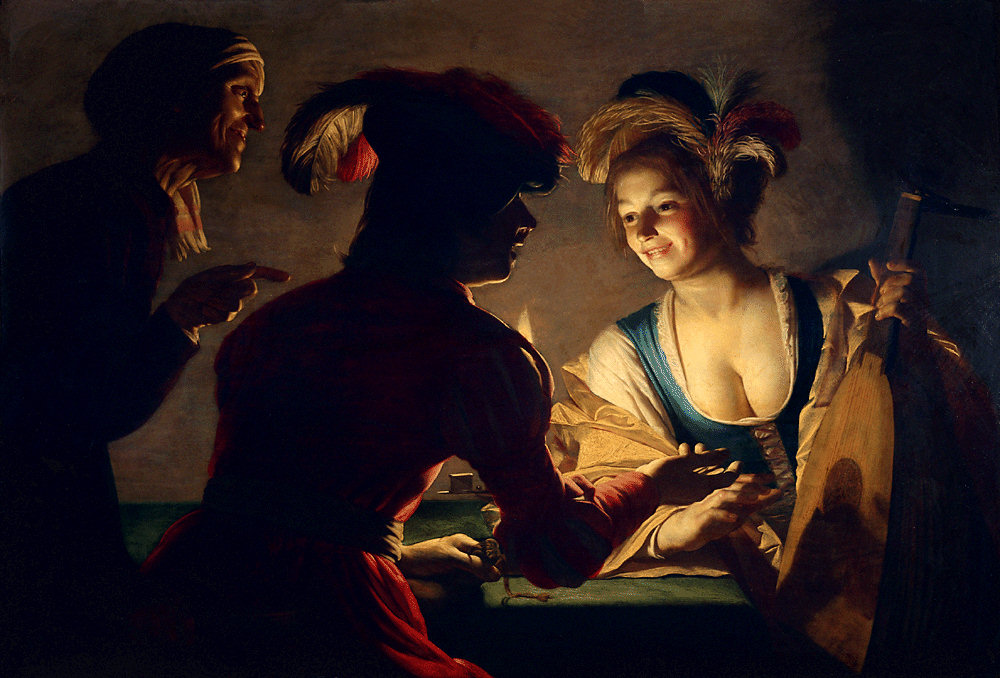
Honthorst, "Kopplerskan" (1625)